# Bucefalo

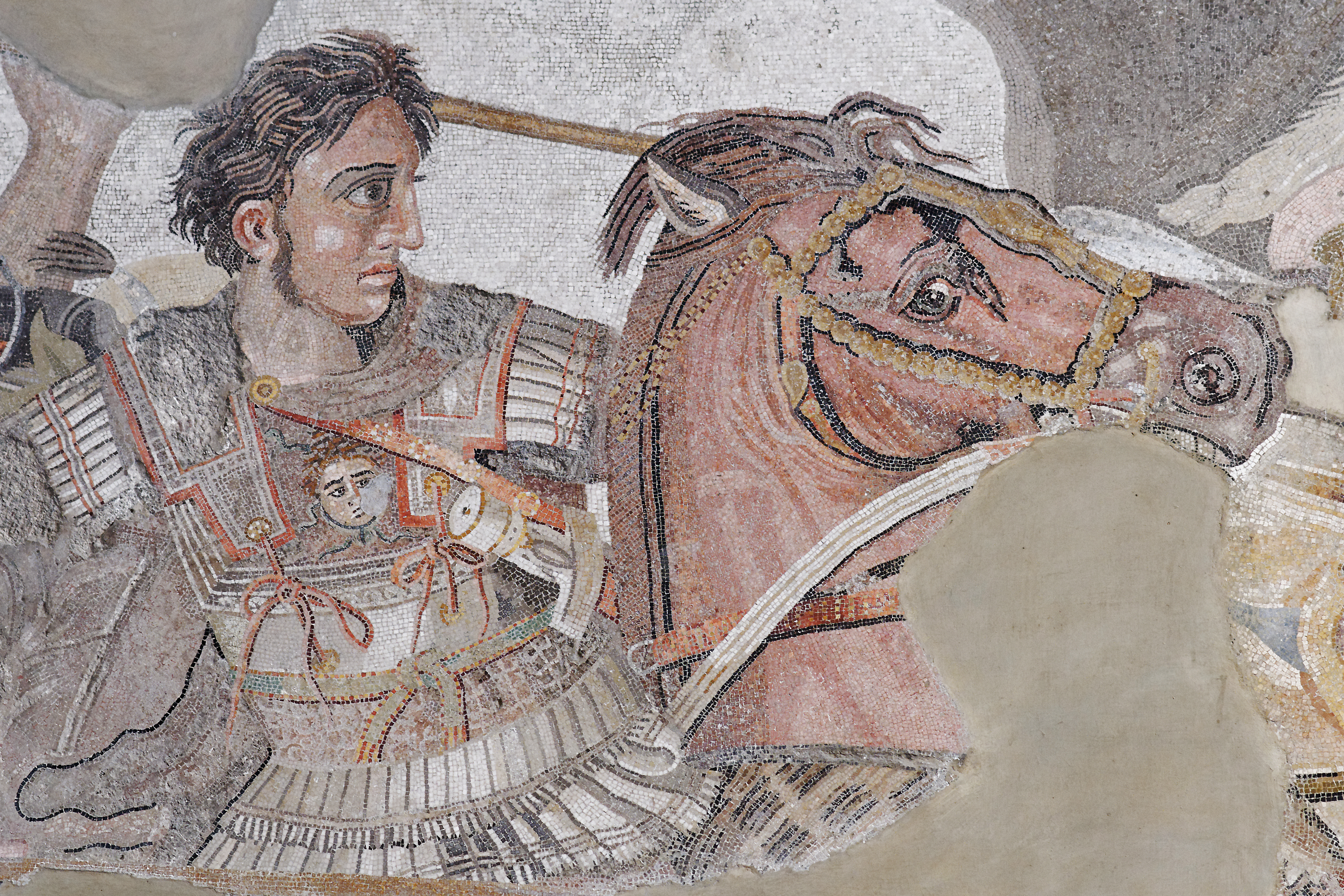
Alessandro e Bucefalo alla battaglia di Isso (Museo Nazionale di Napoli)

Bucefalo (in greco Βουκέφαλος Bouképhalos o Βουκεφάλᾱς Boukephálās, in latino Būcephalus o Būcephalās; 345 a.C. circa–326 a.C.) era il cavallo di Alessandro Magno.

## Etimologia
Il suo nome deriva dal greco βοῦς (boûs), bue, e da κεφαλή (kephalḗ), testa e significherebbe quindi "testa di bue".

## Descrizione
Bucefalo era della migliore razza tessalica. Alcune ipotesi sostengono fosse un esemplare dell'odierna razza Akhal-Teke, discendente dal cavallo turcomanno.
Secondo alcuni la testa di bue di Bucefalo era un'allusione alla sua imponente stazza (molto più grande degli altri cavalli dell'epoca) e alla sua somiglianza con tale animale: fronte larga, narici distanti, profilo leggermente concavo (caratteristico dei cavalli di razza orientale, in particolar modo della razza della Tessaglia). Numerosi studi  sembrano però dimostrare che bucefalo fosse il nome utilizzato per indicare i cavalli provenienti dalla Tessaglia, in quanto in quella regione si era soliti marchiare questi animali con la lettera greca alpha, rappresentata in alfabeto arcaico come una testa di bue. Bucefalo aveva un mantello nero e una stella bianca sulla fronte ed un occhio azzurro, di colore diverso dall'altro; sul fianco portava una macchia a forma di toro. Queste caratteristiche si desumono da un misto di descrizioni storiche e leggendarie: Alexandre de Paris, ad esempio, nel Romanzo di Alessandro, lo descrive addirittura come un essere mostruoso, coi fianchi bianchi e neri e la groppa fulva, la coda di pavone e gli occhi di leone. Nell'immaginario collettivo, inoltre, Bucefalo ricorre anche come unicorno, e come mangiatore di uomini, tanto che nessuno osa entrare nella sua stalla murata, poiché il suo grido è agghiacciante per qualsiasi essere umano.
Nel film storico Alexander del 2004, per rappresentare Bucefalo, è stato utilizzato un cavallo frisone.

## Storia

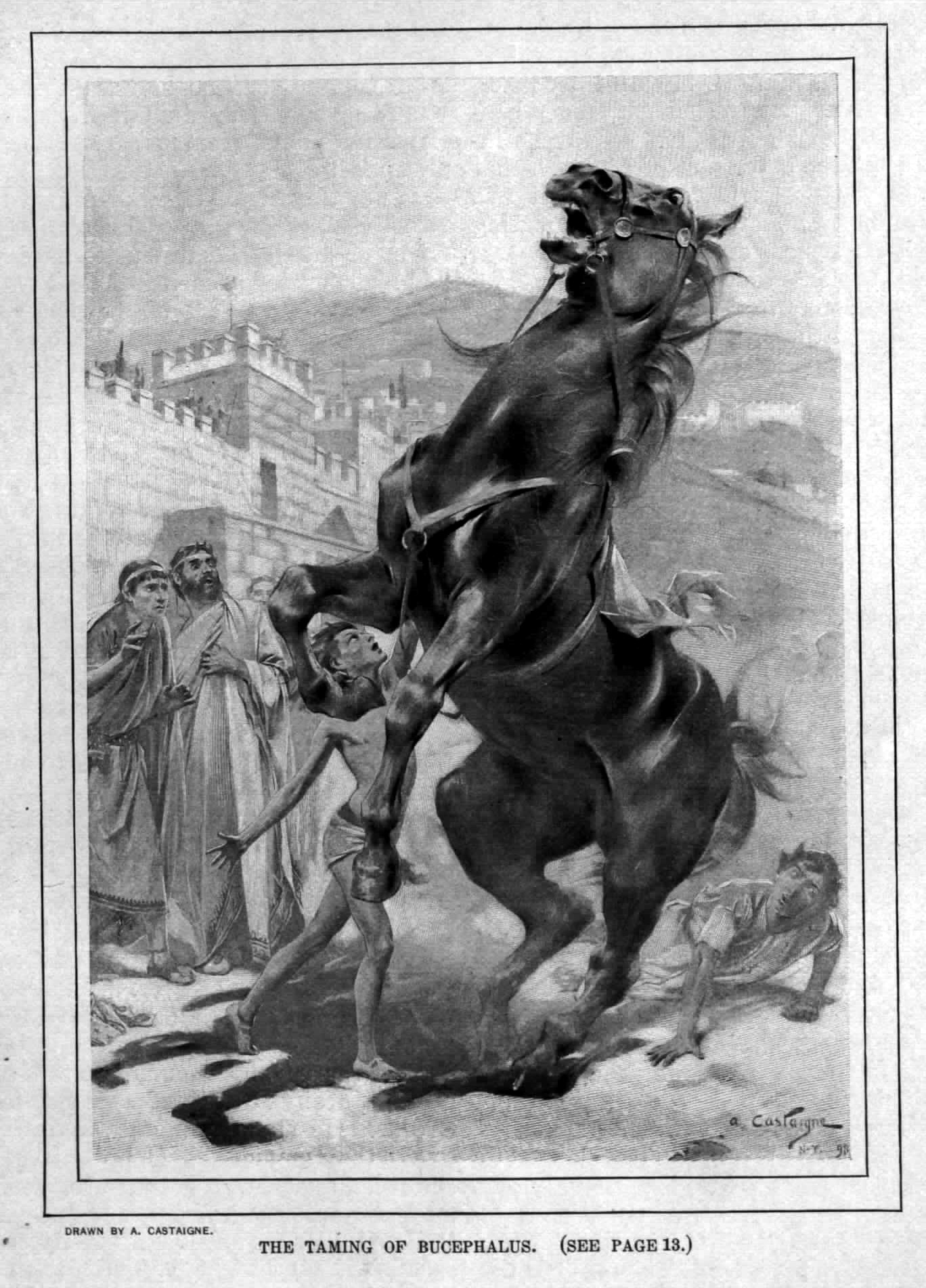
Il giovane Alessandro Magno doma Bucefalo

Nel 342 a.C., Filippo il Macedone acquistò da Filonico di Tessaglia il cavallo Bucefalo all'impressionante somma di 13 talenti. Ben presto si rese conto delle difficoltà di domare il cavallo e pensò di restituirlo al precedente proprietario, tanto questo era recalcitrante alla monta e turbolento.
Il giovane Alessandro, osservando il comportamento del cavallo, si propose di montarlo e, nella sorpresa generale, vi riuscì. Alessandro aveva notato che Bucefalo aveva paura dei movimenti della propria ombra e quindi, lo rivolse col muso verso il sole prima di lanciarsi in sella.
Da allora, Bucefalo non si lasciò montare da nessun altro e Alessandro non ebbe un altro destriero. Il cavallo accompagnò per quasi un ventennio il suo padrone nelle battaglie, alla conquista del mondo conosciuto. 
Il sodalizio tra Bucefalo e Alessandro non fu spezzato che dalla morte: durante la battaglia dell'Idaspe che contrappose i Macedoni di Alessandro all'armata di Poro, re indiano della regione del Punjab, nell'anno 326, Bucefalo riportò ferite mortali.
Malgrado ciò, non permise al suo padrone di montare un altro cavallo e, facendo appello alle ultime sue forze, lo portò alla vittoria.
Alla sera, coperto di sudore e di sangue, Bucefalo si stese al suolo e morì per le ferite ricevute, all'età di vent'anni. Fu sepolto con gli onori militari e sul luogo della sua sepoltura fu fondata la città Alessandria Bucefala.
La leggenda narra che vi fosse un rapporto di speciale affinità tra Alessandro e Bucefalo; a quanto pare i due erano nati lo stesso giorno, a distanza di dieci anni l'uno dall'altro. Secondo il romanzo di Alexandre de Paris, Alessandro Magno osò sfidare la sorte cercando di domare la belva, ma non appena Bucefalo vide il suo signore, si inginocchiò al suo cospetto e si lasciò accarezzare con dolcezza. Alexandre de Paris vede infatti in Bucefalo uno specchio di Alessandro Magno, un suo doppione metaforico.